# Miguel José Moro Aguilar
Miguel José Moro Aguilar (Madrid, 20 de marzo de 1970) es un diplomático español. Fue embajador de España en Kuwait (2020-2024) y embajador en Misión Especial para los Países del Golfo Pérsico (2024-2025). Desde febrero de 2025 es el director general de Casa Árabe. 

## Carrera diplomática
Tras licenciarse en Derecho en la Universidad Complutense de Madrid, diplomarse en Derecho francés en la Universidad de París XI Paris Sud, y en Derecho Comunitario por la Universidad CEU San Pablo (Madrid), y realizar un Curso de Defensa Nacional en Centro Superior de Estudios de la Defensa ingresó en la Escuela Diplomática.
En el Ministerio de Asuntos Exteriores, Unión Europea y Cooperación ha sido Jefe del Servicio de Asuntos Parlamentarios en el Gabinete del Ministro de Asuntos Exteriores (2000-2001); y Subdirector General de Oriente Próximo (2010-2014).
Ha estado destinado en diversas representaciones diplomáticas españolas. Concretamente en el Consulado General de España en Moscú (agosto-septiembre de 2000); y en la Embajadas de España en Bagdad (2001-2003); Lisboa (2003-2006); en Ciudad de Panamá, (2006-2010); en Tel Aviv (2014-2017); y en Hanoi (2017-2020).
Fue embajador de España en Kuwait (2020-2024)  y embajador en Misión Especial para los Países del Golfo Pérsico (2024-2025). El 5 de febrero de 2025 fue nombrado director de Casa Árabe.